# Жаклин Златанова
Жаклин Денчева Златанова е българска баскетболистка, която се състезава за БК „Берое“ Стара Загора.

## Биография
Жаклин Златанова е родена на 25 септември 1988 г. в столицата София, където прекарва по-голямата част от детството си. Семейството ѝ е с дългогодишни баскетболни традиции: майка ѝ Красимира Банова е много успешна баскетболистка, капитан на националния отбор на България, спечелила с отбора на „Левски Спартак“ (София) Купата на европейските шампионки (КЕШ) през 1984 г. и др., треньор.

### Национален отбор (2003 – 2013)
Златанова е част от българския национален отбор от 2003 г., когато за първи път се състезава с младежкия отбор. Оттогава изиграва повече от 100 мача с младежкия и женския представителен отбор на страната. България обаче не играе на европейско първенство повече от 20 години, въпреки усилията на три поколения баскетболистки. Поради три големи контузии в периода 2012 – 2014 г. Златанова пропусна един кръг от европейските квалификации през 2014 г. При последното ѝ участие, по време на кампанията за EuroBasket през 2013 г., тя е най-добрият голмайстор за своя отбор със средно 14.1 точки, 6.1 борби и 1.5 асистенции на игра.

### Европейски отбори (2005 – 2013)
По-голямата част от кариерата си Златанова прекарва в чужбина, главно във френски и испански отбори. През 2005 г. е част от Tarbes GB в югозападна Франция, където дебютира на европейската сцена в състезанието за Евролигата. След четири години в клуба (2005 – 2008), в началото на сезон 2009 г. тя се премества в Испания, в отбора на Екстругаса. Играе в състезанието EuroCup със средно 14,3 точки, 2,8 борби и 0,8 асистенции на мач. В следващия сезон 2010 – 2011 тя се присъединява към отбора на Гран Канария. Следвайки предишния успех, съставът участва в състезанието за Еврокупата, като Златанова е един от най-важните играчи със средно 11,2 точки, 7,4 борби и 1,4 асистенции на мач. Със сравнително младия клуб от Сарагоса (Испания) Stadium Casablanca/Mann-Filter тя започва своя седми пореден сезон в европейските състезания, като в крайна сметка завършва със средно 10,2 точки, шест борби и 1,4 асистенции на мач. Важна стъпка в кариерата на спортистката е, когато подписва с Rivas Ecopolis през 2013 г. За съжаление, по време на тренировъчния период преди официалния старт на сезона Жаклин Златанова претърпява скъсване на ахилесовото сухожилие – първа от три сериозни контузии. След четири месеца възстановяване тя успява да изиграе само няколко мача преди втора интервенция на същия крак. След като пропуска целия сезон, решава да се върне в България и през 2013 г. подписва договор с „Дунав 8806“ (Русе). Първите няколко месеца на рехабилитация преминават много добре и тя дори успява да се състезава отново в Eurocup, превръщайки се в най-важния играч в отбора със средно 12,4 точки, 6,2 борби и 1,4 асистенции на игра. Краят на оставащия сезон идва, когато получава контузия на лявото коляно и претърпява операция през януари 2014 г.

### Период 2014 – 2020
След дълго възстановяване, близо девет месеца, спортистката започва втория си сезон с „Дунав 8806“. Тя изиграва 31 мача от редовния сезон и плейофите, като в 27 от тях започва мача. За целия сезон Златанова отбелязва средно 11,3 точки, 7,4 борби и 2,5 асистенции. Отборът участва в състезанието за Купата на България и печели бронзов медал, а Златанова затвърждава силната си позиция, ставайки една от първите три голмайсторки на турнира. Само месец по-късно баскетболистките на отбора печелят шампионската титла за 2014 – 2015 г.
След като пропуска сезона 2016 – 2017 г. поради бременност, Златанова се присъединява отново към отбора от Сарагоса „Stadium Casablanca“. През 2019 г. подписва с „Берое“ Стара Загора. През сезон 2019 – 2020 г. е играла 12 мача с 8,8 точки на мач и девет борби.